# Teresa Byszewska
Teresa Byszewska,, właśc. Teresa Sapetto z Byszewskich (ur. 6 lipca 1929 w Warszawie, zm. 25 października 2018) – polska artystka plastyczka, ilustratorka, plakacistka, graficzka, twórczyni kolaży i obrazów szytych z tkanin i koronek.

## Życiorys

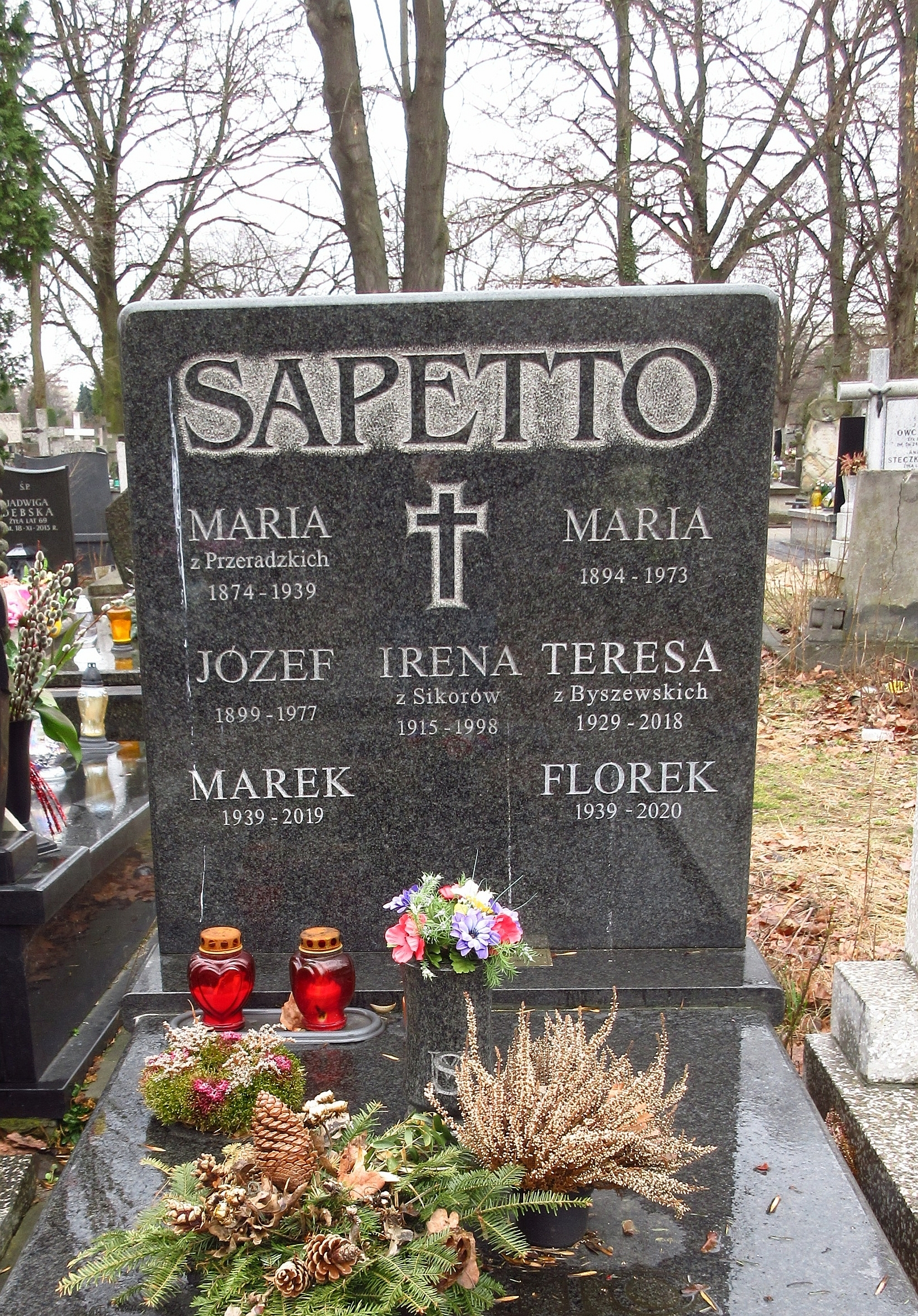
Grób Teresy Byszewskiej-Sapetto na cmentarzu Bródnowskim

W latach 1950–1955 studiowała na Wydziale Grafiki Akademii Sztuk Pięknych w Warszawie w pracowni Henryka Tomaszewskiego, a następnie Józefa Mroszczaka, u którego obroniła dyplom w 1956 roku. Początkowo projektowała plakaty i ilustracje dla dzieci oraz współpracowała z Janem Lenicą przy tworzeniu filmów animowanych. W latach 50. wykonała kilka plakatów filmowych (Niepotrzebny, Film bez tytułu, Siostry, Widmo, Monsieur Ripois). Następnie zajęła się tworzeniem oryginalnych obrazów szytych z jedwabiu, pasmanterii i koronek. Tą techniką tworzyła portrety kobiet, obrazy zwierząt oraz pejzaże. Oryginalność tych prac przyniosła jej szereg wystaw, uwagę krytyki i międzynarodowe uznanie. W latach 80. zwraca się w stronę rysunku, nie rezygnując jednak z szycia. Zaczyna także eksperymentować z grafiką – wykonuje całe serie frotaży (z fr. frottage), w których poszczególne motywy najpierw wyszywa na płótnie, a następnie odbija poprzez pocieranie ołówkiem przyłożonego do faktury materiału specjalnego cienkiego papieru.
Prace artystki prezentowane były podczas ponad 20 wystaw indywidualnych, krajowych (m.in. w Poznaniu, Warszawie, Wrocławiu) i zagranicznych (m.in. w Barcelonie, Londynie, Monachium, Paryżu, Tokio, Zurychu). Dzieła jej autorstwa można znaleźć w zbiorach w Museum für Gestaltung w Zurychu, Muzeum Narodowego w Poznaniu, Privinciaa Museum w s-Hertogenbosch, Muzeum Włókiennictwa w Łodzi, jak również w wielu kolekcjach prywatnych. 
Mieszkała w Paryżu i Warszawie. Żona artysty Jana Lenicy w latach 1955–1966. Pochowana na cmentarzu Bródnowskim (Kw. 30I-I-22).